# HMS Liverpool (1758)
HMS Liverpool (1758) — 28-пушечный фрегат 6 ранга Королевского флота. Первый британский корабль, названный в честь Ливерпуля. Участвовал в Семилетней войне и в Американской войне за независимость.

## Постройка
Входил в число первых четырёх фрегатов типа Coventry, построенных у частных подрядчиков. Контракт с частной верфью John Gorill & William Pownall, заключённый 15 сентября 1756 года, предусматривал постройку за 11 месяцев. Заказан 3 сентября 1756 года. Название присвоено 17 сентября. Заложен 1 октября 1756 года. Спущен на воду 10 февраля 1758 года на верфи Gorill & Pownall, в Ливерпуле. Достроен 26 июля 1758 года там же.

## Служба

### Семилетняя война
1758 — вступил в строй в феврале, капитан Ричард Найт (англ. Richard Knight). Вступил в командование 16 марта.
После оснащения 1 июля вышел к скале Блэк Рок у Ливерпуля и остановил несколько судов с целью прессовать людей. 27 июля, при стоянке на якоре у Кросби-пойнт, ветром штормовой силы был выброшен на песчаный берег, имея шесть футов воды в трюме. Были срублены мачты, сброшены за борт пушки, ядра и балласт, откачана вода. 3 августа сошёл на глубокую воду, 19 августа встал в док. Закончил ремонт к октябрю, после чего провел конвой из Дублина в Ширнесс.
1759 — с эскадрой Боя у Дюнкерка; 11 мая взял 8-пушечный дюнкеркский корсар L'Emerillon; 7 июля взял корсар Nouvelle Hirondelle; 20 ноября взял Glaneur.
Участвовал в блокаде французской эскадры мсье Тюро́ (фр. Thurot) в Дюнкерке, в мае взял малык корсар из этого порта, имевший восемь пушек, шесть фальконетов и 52 человека команды. Приз был отведен на маргейтский рейд. Следующей была взята французская шнява Grand Admiral, 10 пушек и 85 человек. В октябре, когда шторм отогнал блокадную эскадру мористее, Тюро прорвался и вышел.
1760 — 6 марта ушёл в Ост-Индию.
1762 — с эскадрой Мана под Брестом; 25 апреля взял 10-пушечный байоннский корсар Grand Admiral; с 13 сентября капитан Эдвард Кларк (англ. Edward Clark); 27 июля взял корсар Jacques.
1763 — 20 января ушёл в Ост-Индию с известием о заключении мира.

### Межвоенный период
1764 — май, капитан Кларк покончил с собой; 2 ноября в Вулвиче корабль выведен в резерв и рассчитан; 26 октября обследован.
1765 — июнь (?), капитан Джон Корнер (англ. John Corner).
1766 — март, капитальный ремонт в Вулвиче по апрель 1767 года; 13 ноября повторно обследован.
1767 — возвращен в строй в марте, капитан Ричард Брейтуэйт (англ. Richard Braithwaite), переведен с повышением с HMS Gibraltar (20); 17 мая ушёл на Ньюфаундленд.
1768 — 30 апреля ушёл в Средиземное море.
1772 — 22 марта(?) выведен в резерв и рассчитан; октябрь, большой ремонт на частной верфи Henniker в Чатеме по август 1774 года.

### Американская революционная война
1775 — введен в строй 15 июля, капитан Генри Белью (англ. Henry Bellew); 30 августа ушёл в Средиземное море; 14 сентября ушёл в Северную Америку.
1776 — с 1 по 3 января был флагманом при сожжении Норфолка; 26 августа взял американский приватир Warren.
1777 — 26 марта вернулся в Плимут; 24 апреля снова ушёл в Северную Америку, на соединение с флотом лорда Хау; октябрь, в операциях в реке Делавэр; вместе с HMS Roebuck, HMS Pearl, HMS Augusta и HMS Merlin участвовал в попытке форсировать заграждения и пройти в Филадельфию. Последние два сели на мель; Augusta взорвалась при попытке сняться, Merlin сожжен, чтобы избежать плена; Liverpool также участвовал в бомбардировке форта Миффлин.
1778 — 11 февраля разбился в Джамайка-бей, на берегу Лонг-Айленда.
11 февраля 1778 года в 5:20 утра, доставляя донесения из устья Делавэр в Нью-Йорк, в плохую погоду и при высокой волне, Liverpool был выброшен на берег Джамайка-бей (Лонг-Айленд). Все люди спаслись. Военно-полевой суд, состоявшийся 1 мая в Нью-Йорке на борту HMS Amazon, снял вину за потерю корабля с капитана Белью, его офицеров и команды.